# Volker Dohm
Volker Dohm (* 12. Juli 1943 in Düsseldorf) ist emeritierter Professor für Theoretische Physik an der RWTH Aachen.

## Leben
Volker Dohm hat 1972 an der RWTH Aachen promoviert und wurde 1984, nach Postdoc-Aufenthalten u. a. an der University of Maryland, am Max-Planck-Institut für Festkörperforschung in Stuttgart und am Forschungszentrum Jülich, auf die Professur an der RWTH Aachen berufen.
Seine Hauptforschungsgebiete sind die Theorie der Phasenübergänge, vornehmlich die Renormierungsgruppentheorie, und die Laserphysik. Seine theoretischen Beschreibungen zu kritischen Phänomenen bei superfluidem Helium sind insbesondere auch in Weltraumexperimenten der NASA unter Mikrograviationsbedingungen quantitativ und positiv überprüft worden.

## Auszeichnungen
Für seine hervorragenden wissenschaftlichen Arbeiten erhielt er u. a. 1982, zusammen mit Reinhard Folk von der Johannes Kepler Universität Linz, den Walter-Schottky-Preis der Deutschen Physikalischen Gesellschaft (DPG).